# Misfits (album, The Kinks)
Misfits je patnácté studiové album anglické rockové skupiny The Kinks. Bylo vydáno 19. května 1978.

## Seznam skladeb
Autorem všech skladeb je Ray Davies, pokud není uvedeno jinak.
| Strana 1 | Strana 1                | Strana 1 |
| Pořadí   | Název                   | Délka    |
| -------- | ----------------------- | -------- |
| 1.       | Misfits                 | 4:41     |
| 2.       | Hay Fever               | 3:32     |
| 3.       | Live Life               | 3:49     |
| 4.       | A Rock 'N' Roll Fantasy | 4:58     |
| 5.       | In a Foreign Land       | 3:03     |

| Strana 2 | Strana 2                       | Strana 2 |
| Pořadí   | Název                          | Délka    |
| -------- | ------------------------------ | -------- |
| 1.       | Permanent Waves                | 3:47     |
| 2.       | Black Messiah                  | 4:08     |
| 3.       | Out of the Wardrobe            | 3:35     |
| 4.       | Trust Your Heart (Dave Davies) | 4:11     |
| 5.       | Get Up                         | 3:22     |

## Obsazení
- Ray Davies – vokály, kytara, klavír, syntezátor
- Dave Davies – sólová kytara, vokály (hlavní vokály v „Trust Your Heart“)
- Mick Avory – bicí kromě uvedených výjimek
- Andy Pyle – baskytara kromě uvedených výjimek
- John Gosling – klavír, varhany, syntezátor
- John Dalton – baskytara v „In a Foreign Land“
- Ron Lawrence – baskytara v „Live Life“, „A Rock & Roll Fantasy“ a „Get Up“
- Nick Trevisik – bicí v „Trust Your Heart“, „A Rock & Roll Fantasy“ a „Get Up“
- Zaine Griff – baskytara
- Clem Cattini – bicí
- John Beecham – pozoun v „Black Messiah“
- Nick Newall – klarinet v „Black Messiah“
- Mike Cotton – trubka v „Black Messiah“